# Nikola Renovica
Nikola Renovica (* 25. Dezember 1982 in Tuzla) ist ein bosnischer Volleyballspieler.

## Karriere
Renovica begann seine Karriere 1999 bei OK Luka Bar. Bis 2005 gewann er mit dem montenegrinischen Verein zweimal die Meisterschaft und dreimal den nationalen Pokal. Anschließend spielte er zunächst für OK Budvanska Rivijera und dann beim kroatischen Zweitligisten OK Dubrovnik. 2006 kehrte er zurück zu Budvanska. Bis einschließlich 2010 erreichte er jedes Jahr jeweils mindestens den zweiten Rang in Meisterschaft und Pokal. Außerdem wurde er 2008 Dritter im CEV-Pokal. 2011/12 spielte er beim deutschen Bundesligisten TV Bühl.